# Bawoli taniec
Bawoli taniec – amerykański film niemy z 1894 roku w reżyserii Williama K.L. Dicksona, przedstawiający tańczących rdzennych Amerykanów.